# Graf WV 23

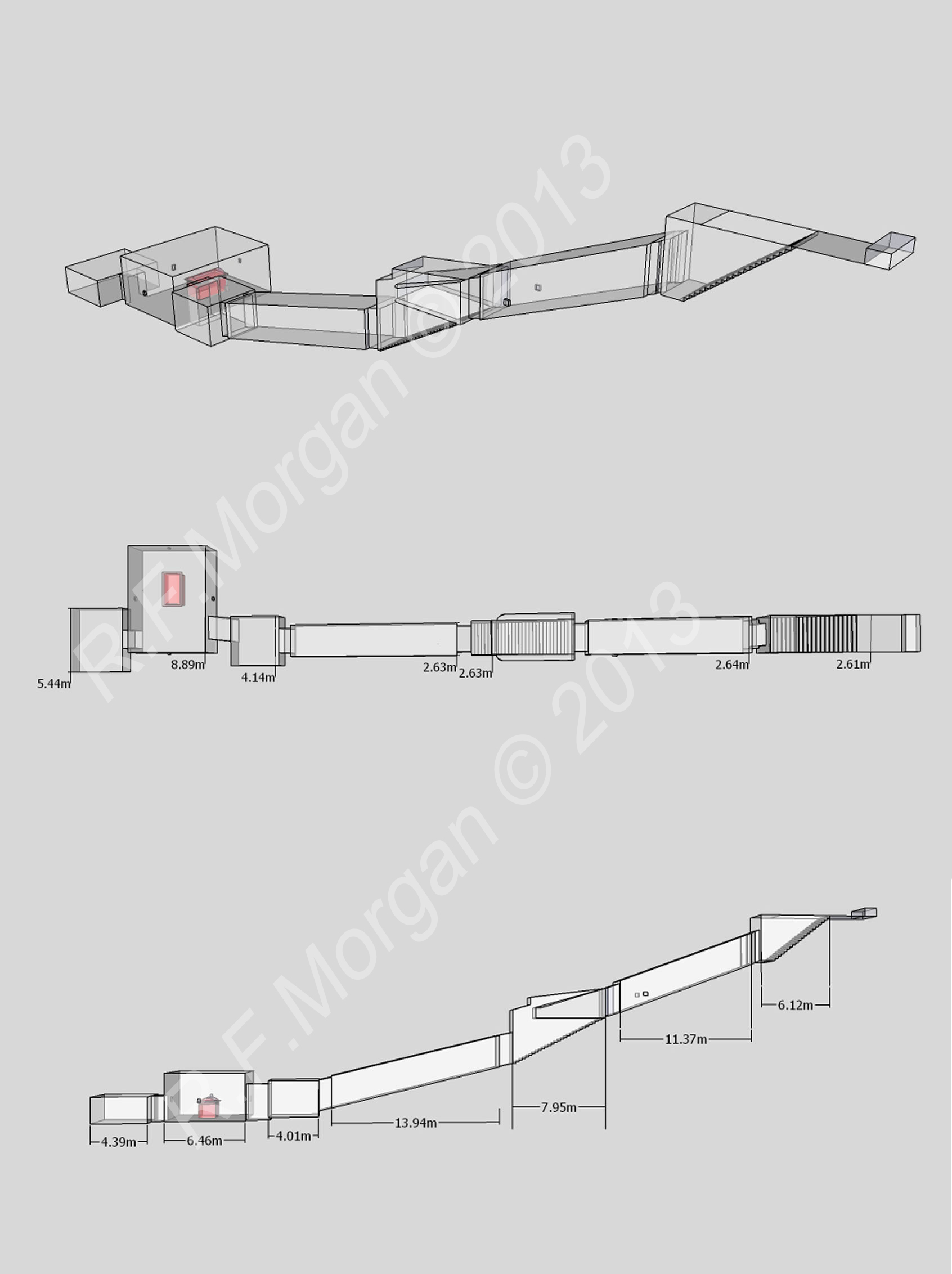
Schematische weergave van graf WV 23

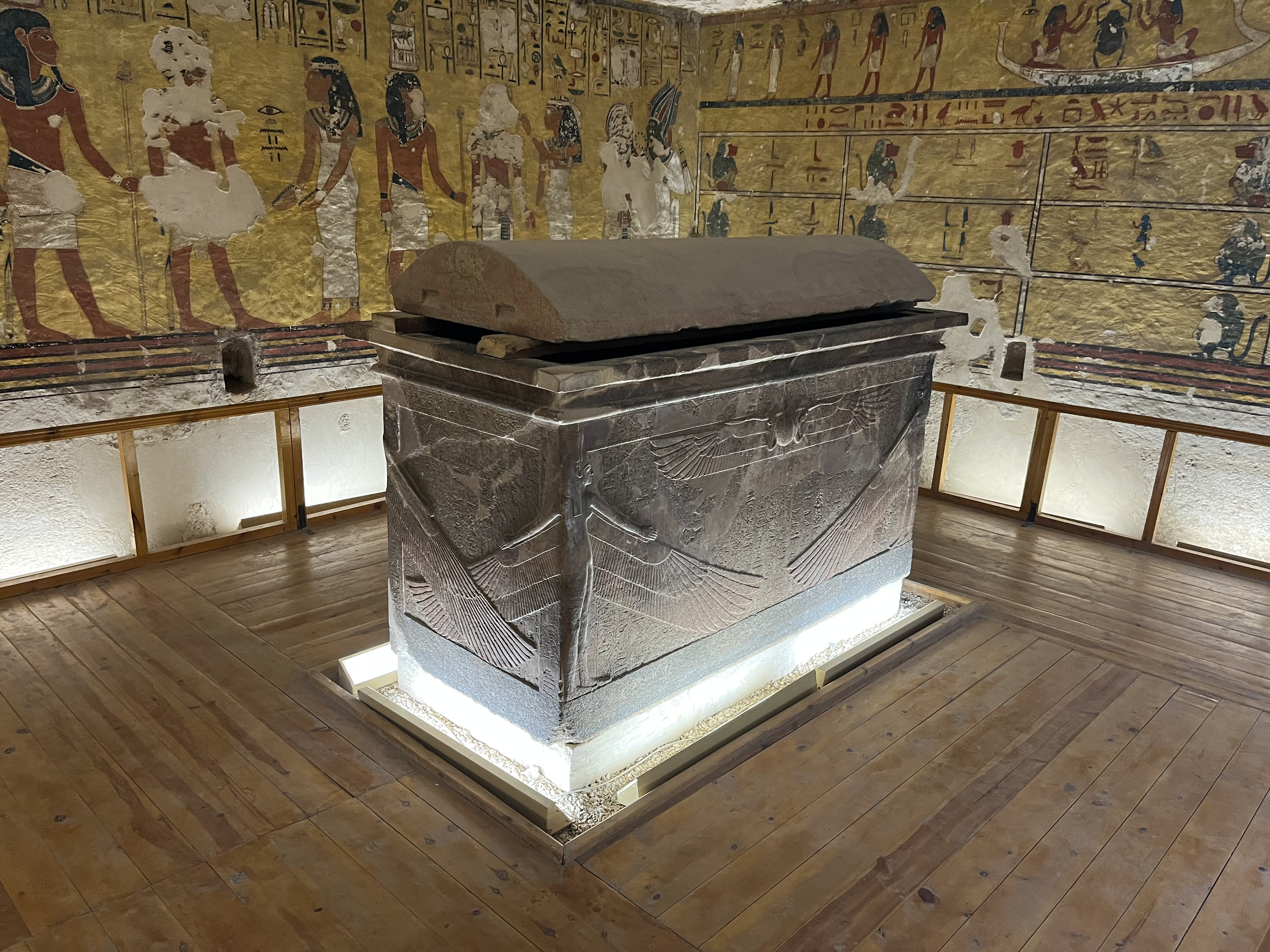
Grafkamer in graf WV 23

Graf WV 23 ligt in de westelijke vallei van het Dal der Koningen, en is het graf van Eje.
Het graf was waarschijnlijk bedoeld voor Toetanchamon, maar toen hij stierf was het graf niet af, en werd hij in Graf DK 62 begraven. Eje, die hem opvolgde, liet het graf afbouwen voor zijn eeuwige rust.
Het graf werd ontdekt door Giovanni Battista Belzoni in 1816. Hij vond het graf eigenlijk bij toeval. Hij kwam net van het graf van Amenhotep III (Graf WV 22), toen hij verder de vallei in ging en daar de opening naar WV 23 zag. Over het graf zei hij later: "Uit de omvang van het graf en het stuk sarcofaag dat in het midden van het grote vertrek lag, maak ik op dat dit de begraafplaats moet zijn van een vooraanstaand persoon."
De tombe was in slechte staat, ook de sarcofaag. Toen Belzoni hem vond, lag hij kapot op de grond. In 1972 werd het graf nog eens onderzocht, waarna de sarcofaag weer in elkaar werd gezet. 
De tombe heeft een simpele opzet. Het was een tombe met één as, en bestond grotendeels uit een lange gang. Aan het einde van de gang was een kleine kamer, waar waarschijnlijk een schacht moest worden gemaakt. Deze is echter niet aanwezig. Achter de schachtkamer lag de grafkamer. Daar lag de kapotte sarcofaag. Achter deze kamer lag nog een klein kamertje waar de canopen werden gevonden.
Er is één ding specifiek aan het graf van Eje. Elke tombe heeft weliswaar schilderingen, maar die houden een bepaald patroon aan. Vaak zijn het de schilderingen uit de boeken: Litanie van Ra, en Amdoeat. In dit graf zijn ook wel van deze schilderingen gevonden (van Amdoeat), maar in de grafkamer waren ook schilderingen van de jacht. Deze tombe is de enige koninklijke tombe die daar schilderingen van bevat. Schilderingen van de jacht komen wel voor in die van edelen. 